# Марасиняню, Роксана
Роксана́ Марасиняню́ (фр. Roxana Maracineanu, в румынской транскрипции Рокса́на Мэрэчиня́ну (рум. Roxana Mărăcineanu); род. 7 мая 1975 года, Бухарест, Румыния) — французская пловчиха румынского происхождения, чемпионка мира и Европы, серебряный призёр Олимпийских игр 2000 года. Министр спорта Франции (2018—2020), министр-делегат спорта при министре национального просвещения, молодёжи и спорта (2020—2022).

## Биография

### Спортивная карьера
В детстве увлекалась гимнастикой, но в начале 1980-х семья переехала из Румынии в Алжир, где отец Роксаны устроился на работу по контракту, а затем они попросили политическое убежище во Франции, спасаясь от режима Чаушеску. В 9-летнем возрасте (в 1984 году), уже во Франции, занялась плаванием, объясняя в интервью тогдашний выбор практическими соображениями — спортивные успехи могли помочь в натурализации. В 1991 году семья Мэрэчиняну получила французское гражданство.
В 1991 году, представляя команду Mulhouse Olympic Natation в летнем чемпионате, проводившемся в Мийо, впервые завоевала титулы чемпионки Франции в плавании на 100 и 200 метров на спине.
Представляла Францию на чемпионате по водным видам спорта в Перте 1998 года (золотая медаль в плавании 200 м на спине — первая для Франции), а также на летних Олимпийских играх 2000 года — в плавании 100 метров на спине (4-е место) и 200 метров на спине (серебряная медаль).

### После спорта
В 2005 году окончила Высшую школу коммерции.
Не сумев пройти отборочные соревнования для участия в летних Олимпийских играх 2004 года в Афинах, в октябре того же года объявила об уходе из спорта. С 2007 года консультировала спортивные программы France Télévisions, L’Equipe TV и Europe 1, а в 2010 году была избрана в региональный совет Иль-де-Франса в качестве кандидата Социалистической партии. В июле 2018 года премьер-министр Эдуар Филипп привлёк Марасиняню к разработке планов профилактики несчастных случаев на воде и обучения плаванию в школах.
4 сентября 2018 года получила портфель министра спорта во втором правительстве Филиппа после отставки Лоры Флессель.
6 июля 2020 года назначена министром-делегатом спорта при министре национального просвещения, молодёжи и спорта Жане-Мишеле Бланке в сформированном после отставки Эдуара Филиппа правительстве Кастекса.
28 июня 2021 года в ходе чемпионата Европы по футболу призвала французских болельщиков в случае выхода французской сборной в четвертьфинал после игры с швейцарцами не ехать на матч в Санкт-Петербург ввиду ухудшения там ситуации с распространением коронавирусной инфекции COVID-19 (французы проиграли швейцарцам по пенальти и не вышли в четвертьфинал).
20 мая 2022 года было сформировано правительство Элизабет Борн, в котором Марасиняню не получила никакого назначения, а восстановленный портфель министра спорта достался Амели Удеа-Кастера.
19 июня 2022 года Марасиняню проиграла парламентские выборы в 7-м округе департамента Валь-де-Марн кандидатке левого блока Рашель Кеке с результатом 49,7 %, отстав от победительницы менее, чем на 200 голосов.

## Личная жизнь
Роксана Марасиняню состоит в браке с журналистом France Inter и France Info Франком Балланже (Franck Ballanger), в их семье трое детей, которым в момент министерского назначения Марасиняню было два, семь и девять лет.